# 프로젝트 파이낸스
프로젝트 파이낸스(project finance, PF) 또는 프로젝트 파이낸싱은 신용도나 담보 대신 사업계획, 수익성 등을 보고 인프라 및 산업 프로젝트의 장기자금을 제공하는 금융기법으로, 대부분 비소구금융(non-recourse loan)에 속한다.
보통 사업자가 금융권에 자금을 대출받거나 보증을 받을 때 이 프로젝트 파이낸스 , 프로젝트 파이낸싱이라는 개념이 적용된다.  
참고로, 토지 확보 등 특정 목적을 위해 중간 단계에서 2주에서 3년 동안 조달하는 단기 자금인 브릿지론(bridge loan, bridging loan)도 있다. 

## 내용
자금 조달은 일반적으로 수익 창출 계약을 포함한 모든 프로젝트 자산에 의해 확보된다. 프로젝트 대출 기관은 이러한 모든 자산에 대한 유치권을 부여받으며 프로젝트 회사가 대출 조건을 준수하는 데 어려움이있는 경우 프로젝트를 통제 할 수 있다.
일반적으로 각 프로젝트에 대해 특수 목적 엔티티가 생성되므로 프로젝트 스폰서가 소유 한 다른 자산을 프로젝트 실패의 해로운 영향으로부터 보호한다. 특수목적법인(SPC)으로서 프로젝트 회사는 프로젝트 이외의 자산이 없다. 프로젝트 회사 소유주의 자본 출자 약속은 프로젝트가 재정적으로 건전한지 확인하거나 대출 기관에 스폰서의 약속을 보장하기 위해 때때로 필요하다. 프로젝트 파이낸싱은 종종 대체 자금 조달 방법보다 더 복잡하다. 전통적으로 프로젝트 파이낸싱은 채굴(광업), 운송, 통신 및 전력 산업뿐만 아니라 스포츠 및 엔터테인먼트 장소에서 가장 일반적으로 사용되었다.
위험 식별 및 할당은 프로젝트 파이낸싱의 핵심 구성 요소이다. 프로젝트는 특히 개발도상국과 신흥시장에서 여러 기술적, 환경적, 경제적 및 정치적 위험에 노출 될 수 있다. 금융 기관 및 프로젝트 스폰서는 프로젝트 개발 및 운영에 내재 된 위험이 용납 될 수 없다고 결론을 내릴 수 있다 (자금 조달 불가). "건설, 공급, 오프 테이크 및 양허 계약과 같은 여러 장기 계약과 다양한 공동 소유 구조가 인센티브를 조정하고 프로젝트에 관련된 모든 당사자의 기회 주의적 행동을 억제하는 데 사용된다." 구현 패턴을 "프로젝트 전달 방법"이라고도 한다. 이러한 프로젝트의 자금 조달은 프로젝트와 관련된 위험을 분산하는 동시에 관련된 각 당사자의 이익을 보장하기 위해 여러 당사자에게 분배되어야한다. 이러한 위험 할당 메커니즘을 설계 할 때 개발도상국의 인프라 시장이 더 높은 위험을 수반하기 때문에 위험을 해결하는 것이 더 어렵다.
더 위험하거나 더 비싼 프로젝트는 스폰서의 보증인에 의해 확보 된 제한된 상환 청구 자금 조달이 필요할 수 있다. 복잡한 프로젝트 금융 구조는 할당되지 않은 위험을 완화하기 위해 기업 금융, 증권화, 실제 옵션, 보험 조항 또는 기타 유형의 담보 강화를 통합 할 수 있다.